# Katarzyna Woźniak
Katarzyna Bronisława Woźniak (Varsovia, 5 de octubre de 1989) es una deportista polaca que compitió en patinaje de velocidad sobre hielo. 
Participó en dos Juegos Olímpicos de Invierno, obteniendo dos medallas en la prueba de persecución por equipos, bronce en Vancouver 2010 (junto con Katarzyna Bachleda-Curuś y Luiza Złotkowska) y plata en Sochi 2014 (junto con Katarzyna Bachleda-Curuś, Luiza Złotkowska y Natalia Czerwonka). Ganó una medalla de bronce en el Campeonato Mundial de Patinaje de Velocidad sobre Hielo en Distancia Individual de 2012.

## Palmarés internacional
| Juegos Olímpicos                           | Juegos Olímpicos          | Juegos Olímpicos  | Juegos Olímpicos        |
| Año                                        | Lugar                     | Medalla           | Prueba                  |
| ------------------------------------------ | ------------------------- | ----------------- | ----------------------- |
| 2010                                       | Vancouver (Canadá)        | Medalla de bronce | Persecución por equipos |
| 2014                                       | Sochi (Rusia)             | Medalla de plata  | Persecución por equipos |
| Campeonato Mundial en Distancia Individual |                           |                   |                         |
| Año                                        | Lugar                     | Medalla           | Prueba                  |
| 2012                                       | Heerenveen (Países Bajos) | Medalla de bronce | Persecución por equipos |